# Prismatocarpus campanuloides
Prismatocarpus campanuloides là loài thực vật có hoa trong họ Hoa chuông. Loài này được (L.) Sond. miêu tả khoa học đầu tiên năm 1865.